# Thesium glomeruliflorum
Thesium glomeruliflorum är en sandelträdsväxtart som beskrevs av Otto Wilhelm Sonder. Thesium glomeruliflorum ingår i släktet spindelörter, och familjen sandelträdsväxter. Inga underarter finns listade i Catalogue of Life.